# Матрикул
Матрикул (лат. matricula — список) — витяг у вигляді свідоцтва, посвідчення; дворянське свідоцтво балтійських губерній. Предки цих дворян володіли землями ще за часів Лівонського ордена, шведських і польських королів. Тільки вони отримали право повного голосу і були членами вищого органу місцевого самоврядування — ландтага.
Також матрикулом називали приймальний лист студента — залікова книжка студента у вищому навчальному закладі. Відтак матракулованим студентом називався не простий студент або слухач, а прийнятий у це звання після випробування.